# Ležatá osmička (album)
Ležatá osmička je název hudebního alba české skupiny Tata Bojs, které vyšlo 6. června 2011. Na desce s kapelou spolupracovali Clarinet Factory (skladba Písmenková) a Vladimir 518 (Světová).

## Skladby
1. Progresivní (intro)
2. Papírovka
3. Opakování
4. Usínací
5. 2031
6. Světová
7. Filmařská
8. Ztraceni v překladu
9. Písmenková
10. Hořká čokoláda
11. Homo demo
12. Progresivní (outro)